# ♀

Símbolo de Vênus

Símbolo de Vênus (♀) consiste em um círculo com um cruz abaixo dele. Ele tem origem na Antiguidade tardia como um símbolo astrológico para o planeta Vênus, associado à deusa Vênus, e então como símbolo alquímico para o cobre. Nos tempos modernos, ainda é usado como símbolo astronômico para Vénus, embora o seu uso seja desencorajado pela União Internacional Astronômica.
Em zoologia e botânica, é usado para representar o feminino (ao lado do símbolo astrológico para Marte representando o masculino), seguindo uma convenção introduzida por Linnaeus na década de 1750.
O Unicode codifica o símbolo como FEMALE SIGN sob o código U+2640 (♀), no bloco Miscellaneous Symbols (símbolos diversos).

## Representações
Também pode representar:
- Na Biologia e em vários contextos sociais, o sexo feminino.
- Na Astronomia, o planeta Vênus.
- Na Astrologia chinesa, o elemento Metal e o planeta Vênus.
- Na Mitologia, a deusa romana Vênus e a deusa grega Afrodite.
- Na Alquimia, o cobre. Os alquimistas compunham o símbolo com um círculo (que representa o espírito) acima de uma cruz equilateral (que representa a matéria).
- Na Religião, uma das insígnias da Ordem de São Tiago fundada em 1160.
- Na Sociologia, representa mulheres ou feminismo, este geralmente com um sinal punho dentro do círculo.[5]

## Galeria

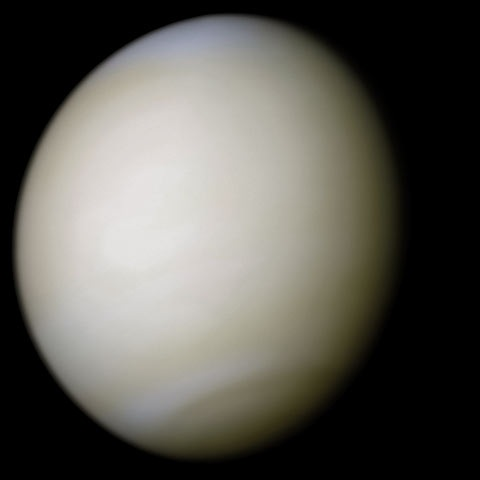
Vênus
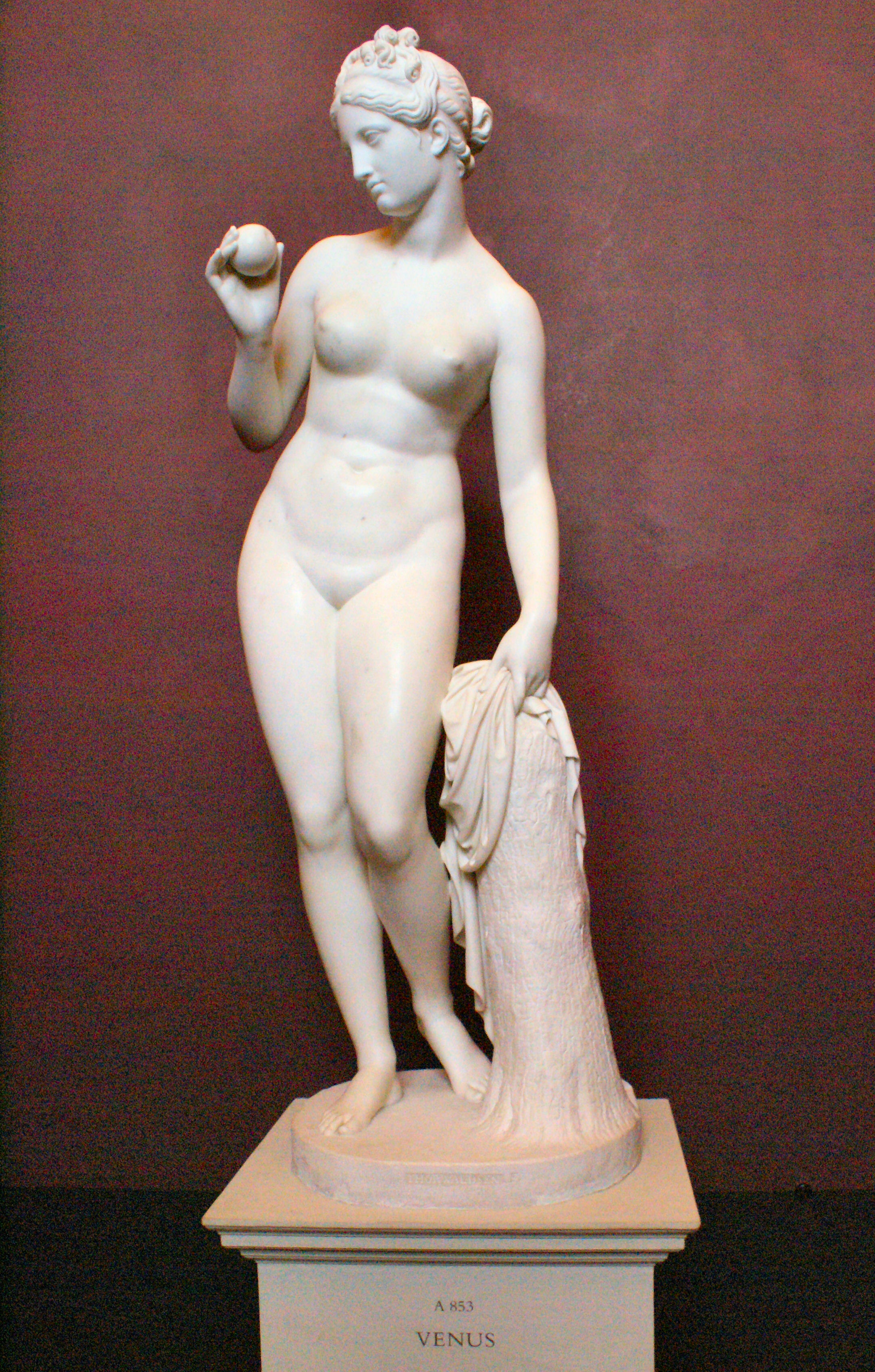
Deusa Vênus / Afrodite
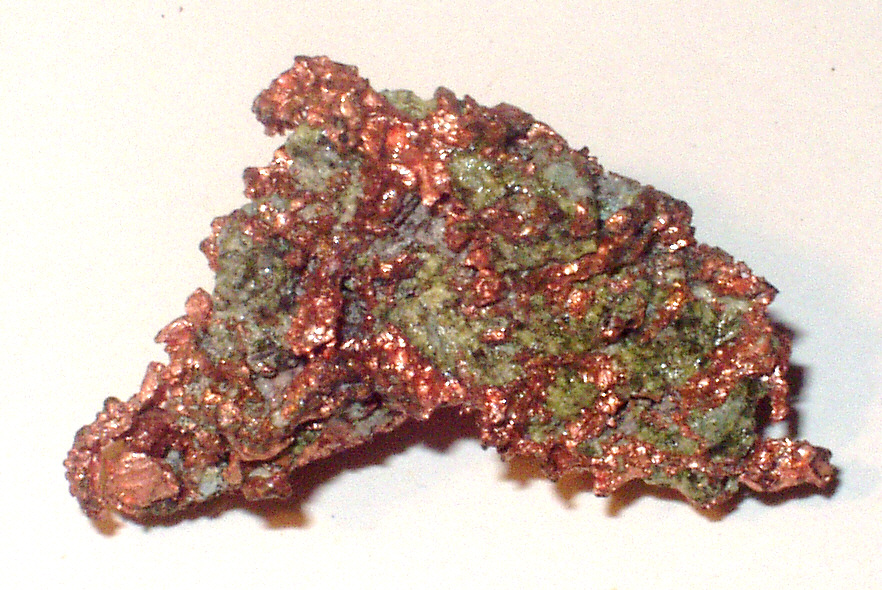
Cobre
Feminismo / Girl power